# Michael Klim
Michael George Klim (Gdynia, Polonia, 13 de agosto de 1977) es un nadador australiano especializado en pruebas de estilo mariposa y estilo libre, donde consiguió ser subcampeón olímpico en 2004 en los 4 × 200 metros.

## Carrera deportiva
En los Juegos Olímpicos de Sídney 2000 ganó la medalla de plata en los 100 metros estilo mariposa, con un tiempo de 52.18 segundos, tras el sueco Lars Froelander (oro con 52.00 segundos, récord de Europa). También ganó el oro en los relevos de 4 × 100 metros estilo libre, con un tiempo de 3:13.67 segundos que fue récord del mundo, por delante de Estados Unidos y Brasil.
Cuatro años después, en los Juegos Olímpicos de Atenas 2004 ganó la medalla de plata en los relevos de 4x200 metros estilo libre, con un tiempo de 7:07.46 segundos, tras Estados Unidos (oro) y por delante de Italia (bronce).